# برندن فاستر
برندن فاستر (انگلیسی: Brendan Foster؛ زادهٔ ۱۲ january ۱۹۴۸ (۷۷ سال)) ورزشکار دو و میدانی اهل بریتانیا است.
وی همچنین برندهٔ جوایزی همچون شوالیه (عنوان) شده‌است.